# California roll
 (juillet 2017).

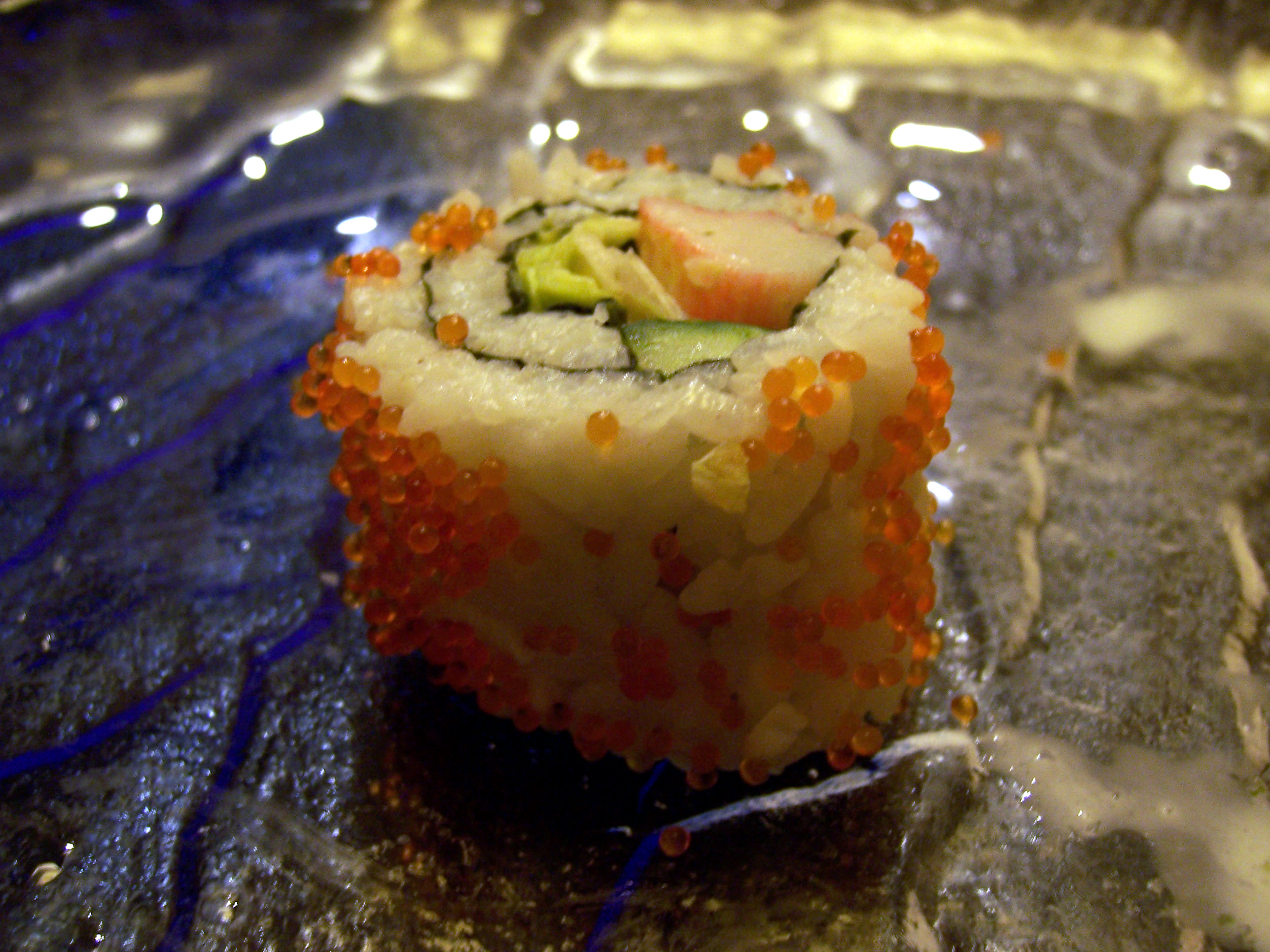
California roll avec du tobiko.

Le California roll (« rouleau californien ») ou California maki est un type de ura maki (sushi), généralement élaboré avec la feuille d'algue à l'intérieur, contenant du concombre, du crabe (ou du surimi) et de l'avocat et parsemé sur l'extérieur de graines de sésame ou de tobiko.
Ce type de maki sushi est populaire aux États-Unis et son influence est importante dans la cuisine fusion.

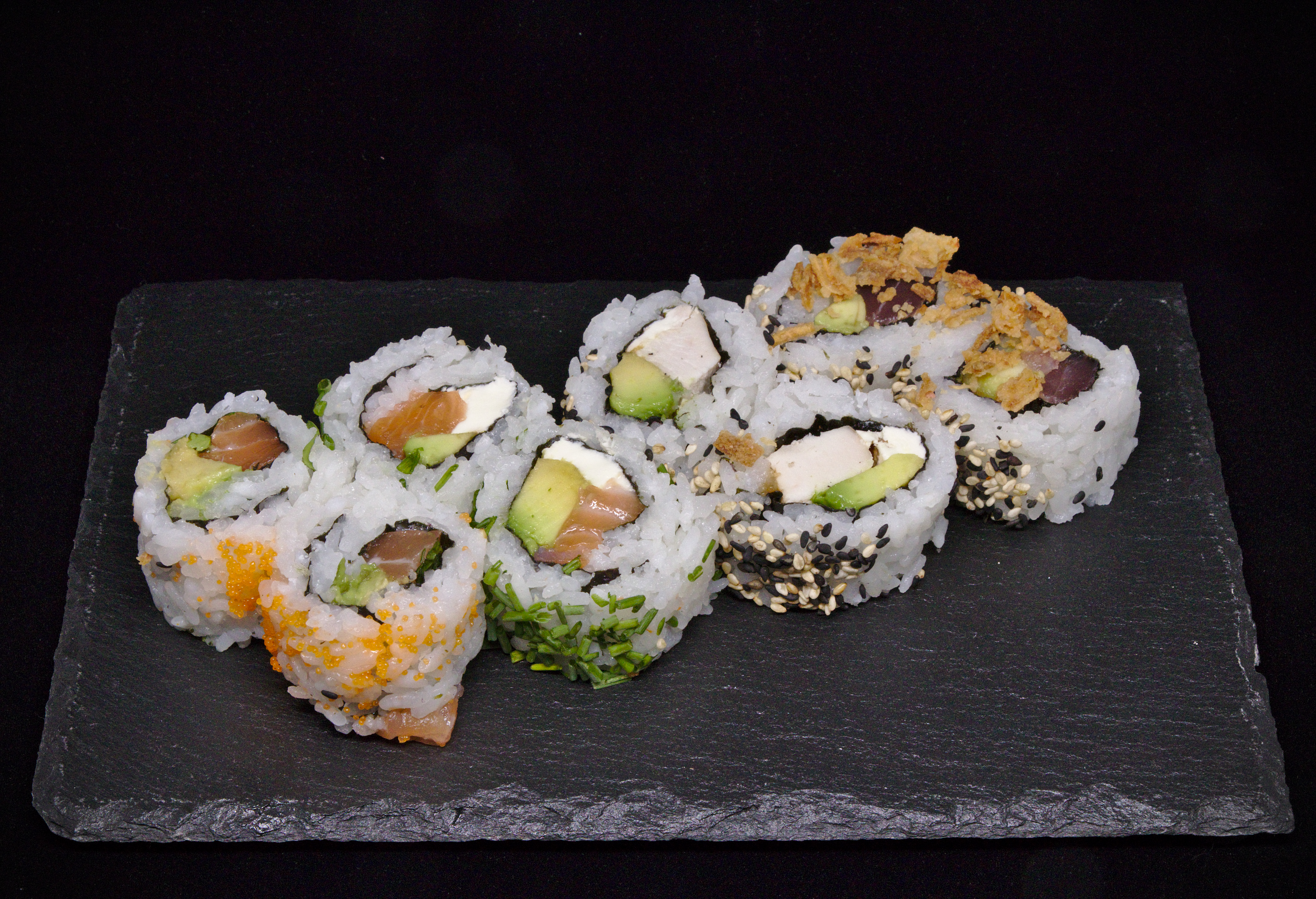
Quatre sortes de maki sushi californiens.